# Heartbreak Weather
Albums de Niall Horan
Flicker
(2017) The Show
(2023)
Heartbreak Weather est le second album du chanteur irlandais Niall Horan, sorti le 13 mars 2020 sous le label Capitol Records.

## Contexte
Horan annonce l'album le 7 février 2020, en même temps que la sortie du troisième single No Judgement, et déclare dans un communiqué de presse qu'avec l'album, il voulait « raconter l'histoire qui était dans ma tête, et avec un peu de chance, conduire les gens sur la voie de la narration d'une liste de titres d'album. [...] Je voulais écrire des chansons de différents points de vues comme quelqu'un qui regarde ». 

## Promotion

### Chansons
Nice to Meet Ya est sorti en tant que premier single de l'album le 4 octobre 2019. La promotion de la chanson est faite dans de nombreuses prestations en direct, notamment aux MTV Europe Music Awards de 2019, au Saturday Night Live et The Late Late Show with James Corden,,. 

## Titres
| 1.    | Heartbreak Weather      | Niall Horan, Julian Bunetta, Jamie Scott, John Ryan             |  | 3:20 |
| 2.    | Black and White         | Horan, Bunetta, Teddy Geiger, Alexander Izquierdo, Scott Harris |  | 3:13 |
| 3.    | Dear Patience           | Horan, Ryan, Bunetta, Harris, Geiger                            |  | 3:14 |
| 4.    | Bend the Rules          | Horan, Bunetta, Ryan, Tobias Jesso Jr.                          |  | 3:54 |
| 5.    | Small Talk              | Horan, Daniel Bryer, Scott, Noah Conrad, Mike Needle            |  | 3:17 |
| 6.    | Nice to Meet Ya         | Horan, Bunetta, Ruth-Anne Cunningham, Jesso Jr.                 |  | 2:38 |
| 7.    | Put a Little Love on Me | Horan, Bryer, Scott, Needle                                     |  | 3:44 |
| 8.    | Arms of a Stranger      | Horan, Scott, Bryer, Needle                                     |  | 2:40 |
| 9.    | Everywhere              | Horan, Ryan, Bunetta, Harris, Izquierdo                         |  | 2:48 |
| 10.   | Cross Your Mind         | Horan, Ryan, Geiger, Izquierdo, Harris                          |  | 3:48 |
| 11.   | New Angel               | Horan, Greg Kurstin, Maureen "Mozella" McDonald, Amy Allen      |  | 3:09 |
| 12.   | No Judgement            | Horan, Bunetta, Jesso Jr., Izquierdo, Ryan                      |  | 2:56 |
| 13.   | San Francisco           | Horan, Bunetta, Cunningham, Jesso Jr.                           |  | 3:12 |
| 14.   | Still                   | Horan, Bryer, Scott, Needle                                     |  | 4:11 |
| 46:04 |                         |                                                                 |  |      |